# Dendropanax caucanus
Dendropanax caucanus là một loài thực vật có hoa trong Họ Cuồng cuồng. Loài này được (Harms) Harms mô tả khoa học đầu tiên năm 1942.